# Ланам-Сибрук (Мериленд)
Ланам-Сибрук (енгл. Lanham-Seabrook) град је у америчкој савезној држави Мериленд.

## Демографија
По попису из 2000. године број становника је 18.190.
| Група             | 2000.          | 2010.    |
| Белци             | 4.478 (24,6%)  | 0 (0,0%) |
| Афроамериканци    | 11.559 (63,5%) | 0 (0,0%) |
| Азијати           | 894 (4,9%)     | 0 (0,0%) |
| Хиспаноамериканци | 841 (4,6%)     | 0 (0,0%) |
| Укупно            | 18.190         | 0        |